# 第一购物中心
3°09′26″N 101°41′43″E / 3.15733°N 101.69517°E
第一购物中心（英語：Pertama Complex）是吉隆坡最早的購物中心之一，自1976年开始运营。它位于吉隆坡市中心历史悠久的端姑阿都拉曼路（峇都律）旁，该路周边从上世纪60年代至80年代曾是吉隆坡最繁华热闹的购物区。购物中心附近还有其他购物场所，如十合、Jakel、Kamdar和印度清真寺街等。第一购物中心由马来西亚城市发展局运营，购物中心拥有3层的零售店铺、一座14层的办公楼和4层地下停车场。加上前面的路边美食广场、人行道小餐馆和咖啡馆，该购物中心的总建筑面积则达到60万平方英尺，其中可租赁面积为49万平方英尺。第一购物中心早年以提供多款式且价格实惠的商品等著名。对于熟悉吉隆坡的人来说，他们会特意来该购物中心寻找相对实惠的物品，同时也可体验吉隆坡老式商店的风貌。购物中心也有许多时尚精品店，主要售卖本地马来时尚服装和配饰。在一楼则有以集市风格摆放的小摊位。
在80年代初，该购物中心内设有一家舞厅夜总会，许多香港电视剧演员和歌手曾登台演出，曾邀请了许多巨星如邓丽君、徐小凤、梅艳芳、谭咏麟、费玉清、恬妞等进行演唱。晚上7时是歌剧院时间，粉丝和歌迷们前来购票入场支持自己的偶像。当时的节目经理是马来西亚的“苹果花歌王”吴峰。深夜11时则是夜总会时间。在九十年代，Smile-UA电影院线公司曾在第一购物中心开设了两家迷你电影院。每当有新片上映时，该公司会邀请报界代表前往观看试片首映会。

## 交通
安邦线和大城堡线（Ampang and Sri Petaling lines）的市政局站位於购物中心附近，靠近拉惹劳勿路设有行人天橋通往车站。在购物中心的南侧有十合巴士停靠站和商场，对面则是前奥迪安戏院建筑。